# Fernando Petrella
Fernando Enrique Petrella (Buenos Aires, 9 de abril de 1938) es un diplomático argentino, que se desempeñó como Secretario de Relaciones Exteriores (vicecanciller) de la Nación y embajador ante las Naciones Unidas durante el gobierno de Carlos Saúl Menem.

## Biografía
Estudió abogacía y escribanía en la Universidad de Buenos Aires. También realizó una maestría en Políticas Públicas Internacionales de la Universidad Johns Hopkins en Washington D. C., en los años siguientes se dedicó a la investigación en el campo de la economía y las ciencias sociales, junto a las relaciones internacionales. En Estados Unidos se dedicó a la docencia y a la organización de trabajos de investigación.
En 1965 ingresó al servicio exterior argentino, ocupando cargos en las representaciones argentinas ante la ONU (1970-1978), en Italia (1980-1981), en la Organización de las Naciones Unidas para la Alimentación y la Agricultura (siendo el representante permanente entre 1981 y 1982, residiendo en Roma) y en la Organización de Estados Americanos (siendo representante alterno entre 1985 y 1990). Entre 1983 y 1984 fue delegado en la Comisión Administradora del Río de la Plata.
Dentro de la Cancillería Argentina, fue Consejero Legal (1966-1970) y Director de América del Norte (1983), de Organismos Internacionales (1984), de España e Italia (1990), de Europa Occidental (1990-1991) y de Política (1991). Entre 2004 y 2007 fue asesor del gabinete de los cancilleres Rafael Bielsa y Jorge Taiana.
En 1990 se sumaria al Partido Justicialista. En el campo diplomático fue jefe de consulado en Boston dependiente del Embajador argentino en los Estados Unidos de América desde junio de 2003; Profesor de la Universidad de Georgetown, USA; Profesor Titular de Relaciones Internacionales Política, Universidad Nacional de Cuyo;Investigador de Naciones Unidas; Miembro del "Diálogo Interamericano", 1990 a la fecha; Miembro del Consejo Asesor del Presidente del Banco Interamericano de Desarrollo (BID) para Asuntos de Integración; Presidente del Instituto de Economía y Organización, INSTECO; Presidente de la Fundación Andina. 
Fue subsecretario de Relaciones Exteriores entre 1991 y 1992, y de 2002 a 2003. También ocupó la Secretaría de Relaciones Exteriores entre 1992 y 1996, siendo canciller Guido Di Tella. Fue representante permanente de la República Argentina ante la Organización de las Naciones Unidas entre 1996 y 1999.
Fue director del Instituto del Servicio Exterior de la Nación (ISEN) desde el 6 de marzo de 2018 hasta el 20 de enero de 2020.
Además de su carrera diplomática, ha sido profesor en la Universidad de Belgrano, donde también dirigió la maestría en relaciones internacionales, y en el Instituto del Servicio Exterior de la Nación. Es miembro del Consejo Argentino para las Relaciones Internacionales (CARI).
Su hijo, Iván Petrella también fue funcionario